# Megabyzos I.
Megabyzos (altpersisch: Baghabuxša, griechisch: Μεγάβυζος), Sohn des Dâtuvahya, war ein persischer Adliger des Achämenidenreichs im 6. vorchristlichen Jahrhundert.
Nach einer Angabe des Xenophon diente Megabyzos dem Großkönig Kyros II. als Statthalter (Satrap) von Arabien, was allerdings als wenig glaubwürdig gilt. Weiterhin war er 522 v. Chr. zusammen mit Otanes, Ardumaniš, Gobryas, Intaphrenes, Hydarnes und Dareios einer der sieben Verschwörer, die den angeblichen Usurpator Gaumata gestürzt hatten und somit den Herrschaftsantritt des Dareios I. ermöglichten. Dies ist sowohl in der Behistun-Inschrift als auch in den Historien des Herodot überliefert.
Vor allem aber ist Megabyzos als einer der drei Diskutanten in der ebenfalls von Herodot beschriebenen Verfassungsdebatte bekannt, welche auf den Herrschaftswechsel folgte. Während der Mitverschwörer Otanes für die Demokratie eintrat, zog Megabyzos eine oligarchische Staatsform vor. Obwohl er der Tyranniskritik des Otanes zustimmte, lehnte er eine Volksherrschaft ab, weil ein Volk „ohne Sinn und Verstand, wie ein Strom im Frühling“ auf die Staatslenkung einstürzen würde. Außerdem würden nur jene vom Volk sprechen, welche den Persern Übles wollen. Für die von ihm favorisierte Oligarchie konnte Megabyzos allerdings nur ein Argument anführen, nämlich dass „nur von den Edelsten auch die edelsten Entschlüsse ausgehen“ würden. Der dritte Mitdiskutant, eben Dareios, hat sich nach Herodot aber letztlich für den Erhalt der Monarchie ausgesprochen, da sie die traditionelle Staatsform der Perser sei, mit der sie von Kyros II. zur die Welt beherrschenden Macht geführt worden seien.
Dabei ist anzumerken, dass die Verfassungsdiskussion nicht historisch war; die Monarchie stand bei den Persern nie in Frage, auch nicht nach dem Staatsstreich des Dareios. Vielmehr spiegelt sie die Anschauungen des Herodot wider, der sich der persisch-griechischen Mythologie als Grundlage seiner Diskussion bediente. Möglich ist auch, das Herodot damit die Gegensätzlichkeiten zwischen Griechen und Persern verdeutlichen wollte.
Megabyzos hatte einen Sohn namens Zopyros, der als besonders aufopferungsvoller Eroberer von Babylon bekannt wurde.